# Interstellära mediet
Interstellära mediet är den materia, främst i form av gas, plasma och rymdstoft, som finns mellan stjärnorna i universum, ofta förkortat ISM.

## Etymologi
Medium är från 1580-talet, ett mellanläge på kvalitet eller grad från latinets medium i mitten, mitt, center, intervall, Också använt som det adjektiva, neutrumet, medius (se adjektivet medial) i betydelsen  mellanliggande organ, kanal för kommunikation från 1500-talet. I betydelsen person som förmedlar andliga meddelanden har hittats i dokument från 1853, från begreppet substans genom vilken något leds. 

## Sammansättning
Det interstellära mediet består av en med jordiska mått mätt extremt utspädd blandning av joner, atomer, molekyler, större  dammkorn, kosmisk strålning och magnetfält. Materien består av ungefär 99 % gas, mestadels i plasmatillstånd, och 1 % damm (massprocent). Det uppfyller interstellära rymden och bildar en jämn övergång till den omgivande intergalaktiska rymden. ISM är vanligtvis extremt tunn, med tätheter som sträcker sig från några tusen till några hundra miljoner partiklar per kubikmeter och ett medelvärde i Vintergatan på en miljon partiklar per m3. Som resultat av en förmodad ursprunglig (Big bang)-nukleosyntes består gasen av ungefär 90 % väte och 10 % helium med spår av ytterligare tyngre grundämnen ("metaller" enligt astronomiskt språkbruk).
En förtätning av det interstellära mediet benämns interstellärt moln.

## Betydelse
ISM spelar en avgörande roll inom astrofysik just för sin medlande roll mellan den stellära och den galaktiska skalan. Stjärnor bildas inom ISM:s tätaste regioner, molekylmoln och återfyller ISM med materia och energi genom planetariska nebulosor, stjärnvindar och supernovor. Detta samspel mellan stjärnor och ISM bidrar till att fastlägga den hastighet, vid vilken en galax uttömmer sitt gasformiga innehåll och därmed dess livslängd med aktiv stjärnbildning.
Till de objekt som redan nämnts vara av intresse att studera i detta sammanhang kan läggas andra typer av nebulosor, H II-regioner, aktiva galaxkärnor och kvasarer. Informationen fås ur spektra i olika våglängdsområden som inte bara levereras av traditionellt landbaserade instrument utan numera alltmer samlas in från rymdbaserade teleskop.

## Struktur
ISM är turbulent och fullt av struktur på alla rumsskalor. 
Stjärnor föds djupt inne i stora komplex av molekylmoln, typiskt några parsek stora. Under sitt liv och ända till deras livscykels definitiva slut interagerar stjärnor fysiskt med ISM.
Partikelvindar från unga stjärnkluster (ofta med jättelika HII regioner som omger dem) och chockvågor som skapas av att supernovor matar in enorma energimängder i sin omgivning, vilket leder till hypersonisk turbulens. Resulterande strukturer i storlek varierande från smått till stort kan observeras med olika teleskop, såsom bubblor av het gas med röntgenseende rymdteleskop eller turbulenta eddies på kartor från radioteleskop.
Framträdande objekt vid studiet av det interstellära mediet inbegriper molekylmoln, interstellära moln, supernovarester, planetariska nebulosor och andra diffusa strukturer.

### Trefasmodellen
1969 lade Field, Goldsmith, & Habing fram en statisk tvåfas jämviktsmodell för att förklara observerade egenskaper hos ISM. Deras ISM bestod av en kall tät fas (T < 300 K),  moln av neutralt och molekylärt väte, och en varm fas mellan molnen (T ~ 1 000 K), som bestod av uttunnad gas, såväl joniserad (plasma) som neutral. McKee och Ostriker in lade 1977 till en dynamisk tredje fas vilken representerade det mycket heta (T = 1 000 000 K) plasma som hade chockupphettats av supernovor och utgjorde ISM:s huvudsakliga volym. Deras artikel bildade grunden för ytterligare studier under resten av seklet. 
Följande tabell visar egenskaper och ursprung hos de tre fasernas komponenter. 
| Komponent                       | Volym andel | Temperatur (K) | Täthet (atomer/cm³) | Tillstånd                                   |
| ------------------------------- | ----------- | -------------- | ------------------- | ------------------------------------------- |
| Molekylmoln                     | < 1 %       | 20 - 50        | 103 - 106           | vätemolekyler                               |
| Kallt neutralt medium           | 1-5 %       | 50 - 100       | 1 - 103             | neutrala väteatomer                         |
| Varmt neutralt medium           | 10-20 %     | 1000 - 5000    | 10-1 - 10           | neutrala väteatomer                         |
| Varmt joniserat medium          | 20-5 0%     | 103 - 104      | 10-2                | joniserat väte                              |
| H II-regioner                   | ~10 %       | 104            | 102 - 104           | joniserat väte                              |
| Koronagas Hett joniserat medium | 30-70 %     | 106 - 107      | 10-4 - 10-2         | högt joniserat (både väte och spårmetaller) |

## Fysik

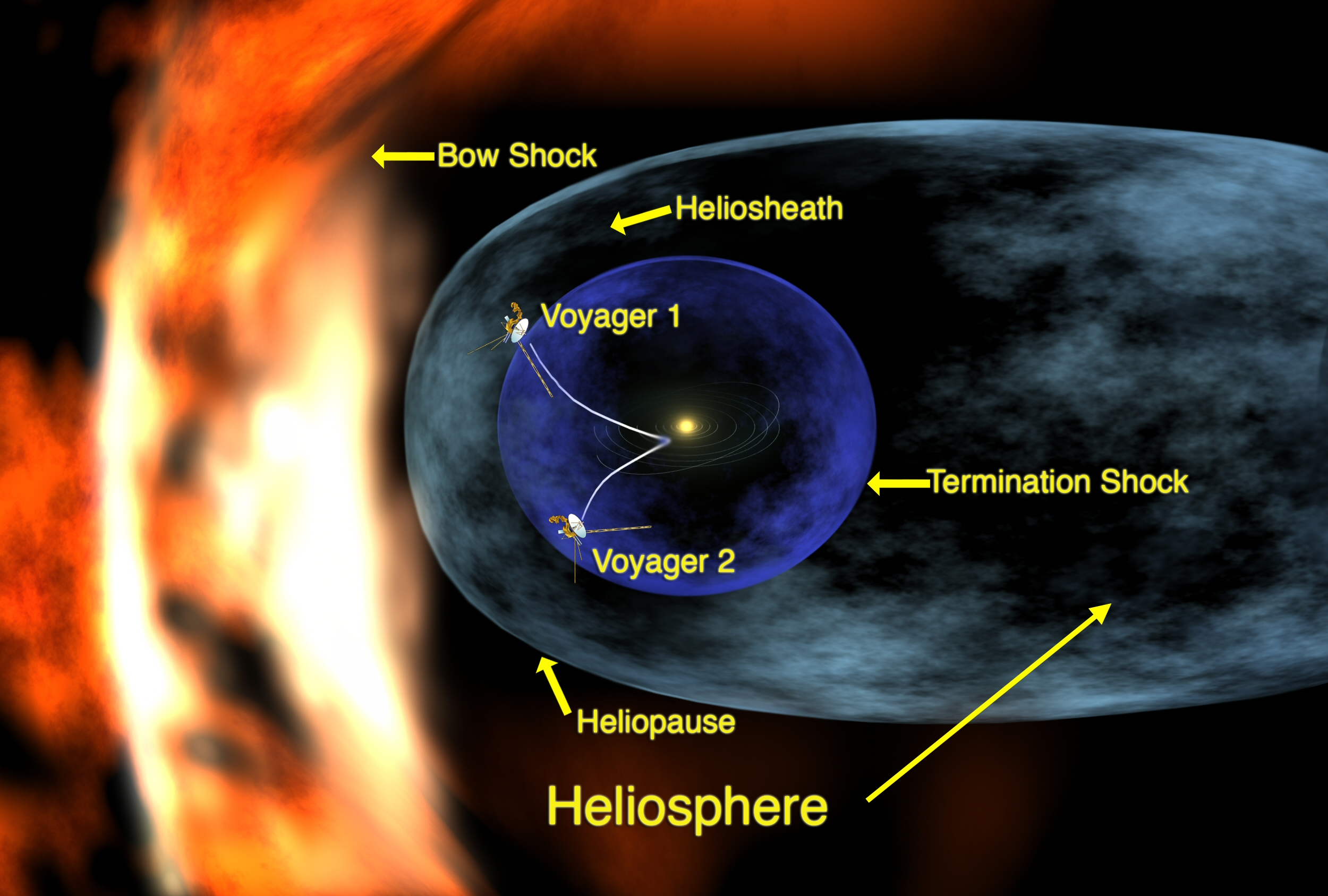
Två chockfronter bildas då solvinden möter det interstellära mediet: en yttre bogchock (eng. bow shock) och en inre chock (eng. termination shock). Rymdsonden Voyager 1 har nått den inre chocken.

Avgörande betydelse har mekanismer som hettar upp respektive kyler av den interstellära materien. 
Det interstellära mediets egenskaper och uppträdande regleras bland annat av  chockvågor.